# 官亭路
官亭路，安徽省合肥市的一条南北向城市支路，全长约720米，得名自肥西县官亭镇。道路北起安徽农业大学内部的中兴路，南至长江西路，是合肥市知名的美食街之一。